# Uppsala läns norra domsagas tingslag
Uppsala läns norra domsagas tingslag, även före 1854 kallat Norunda, Örbyhus och Olands härads tingslag, var ett tingslag i Uppsala län och Uppsala läns norra domsaga. Tingslaget hade en yta på 2 872 km².
Tingslaget bildades den 1 januari 1884 (enligt beslut den 12 juni 1882 och den 5 oktober 1883) genom sammanläggning av Norunda tingslag, Olands tingslag, Films och Dannemora tingslag, Lövsta tingslag, Tierps tingslag, Vendels tingslag samt Västlands och Älvkarleby tingslag.

## Ingående områden
Tingslaget omfattade häraderna Norunda, Oland och Örbyhus.

### Kommuner
Tingslaget bestod den 1 januari 1952 av följande kommuner:
- Björklinge landskommun
- Dannemora landskommun
- Hållnäs landskommun
- Olands landskommun
- Söderfors landskommun
- Tierps köping
- Tierps landskommun
- Vattholma landskommun
- Vendels landskommun
- Västlands landskommun
- Älvkarleby landskommun
- Österlövsta landskommun